# فرزانگان هفتگانه

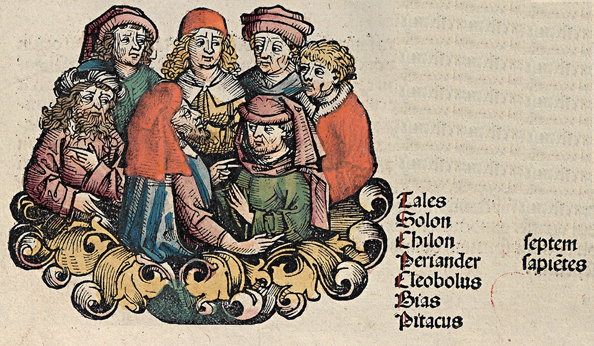
تصور یک هنرمند از حکمای سبعه

فرزانگان هفتگانهٔ یونان، هفت خردمند یونان، یا حکمای سبعهٔ یونان(به یونانی: οἱ ἑπτὰ σοφοί, hoi hepta sophoi)؛ عنوانی بود که یونانیان باستان به تعدادی از شخصیت‌های مهم فلسفی، سیاسی، اجتماعی و ادبی خود در دورهٔ پیش از سقراط اطلاق می‌کردند.
محمدعلی فروغی می‌نویسد:
...چنانکه در میان همه‌ی اقوام و ملل همواره اشخاص نکته‌سنج و نصیحت‌گو بوده که مردم را از سود و زیانشان آگاه و به گفته‌های خردمندانه بیدار می‌ساخته‌اند، در میان یونانیان نیز این‌گونه دانشمندان بسیار بوده و بعضی از آن‌ها نامی شده و وضع قوانین و آداب سودمند برای آن قوم نموده‌اند و گفتگو از هفت خردمند بر زبان‌ها بوده که دانشمندترین مردم خوانده می‌شدند...
درباره نام‌های این حکیمان، روایات گوناگونی هست؛ از آن جمله، اشخاص زیر، نام برده شده‌اند: بیاس، پیتاکوس، کلیبول، میزون، خیلون و سولون.
در روایات گوناگون، نام ۳ تن از فرزانگان هفتگانه متفاوت ضبط شده است؛ اما نام ۴ تن مورد اتفاق نظر مورخان می‌باشد.

## افراد مورد اتفاق
۴ نفری که به اتفاق نظر مورخان از فرزانگان هفتگانه بوده‌اند:
- بیاس پرینی (متفکر و قانونگذار)
- تالس ملطی (فیلسوف)
- پیتاکوس مولیتینی (جنگجو و فرمانروا)
- سولون آتنی (شاعر و قانونگذار)[۱]

## افراد مورد اختلاف
۳ تن دیگر از میان افراد زیر بوده‌اند:
- فرسید سیروسی (یا فرکودس)
- آناکارسیس (یا آناخارسیس)
- کلئوبولس (یا قلیوبولس)
- موسون (یا میزون)
- پریاندر (یا فریاندرس)
- خیلون (یا کیلون یا شیلون)
- اپیمنیدس (یا افمندیس)